# Clădirea fostei cârmuiri de voloste (Mereni)
Clădirea fostei cârmuiri de voloste este o clădire amplasată în Mereni, raionul Anenii Noi, Republica Moldova. Este un monument istoric și arhitectural de importanță națională inclus în Registrul monumentelor Republicii Moldova ocrotite de stat cu nr. 115 (raionul Anenii Noi). Datează de la sf. sec. XIX.